# Serjeant Musgrave’s Dance
Serjeant Musgrave’s Dance: An Unhistorical Parable ist ein sozialkritisches Drama des britischen Dramatikers John Arden, das am 22. Oktober 1959 am Royal Court Theatre in London uraufgeführt und im selben Jahr auch erstmals in gedruckter Form herausgegeben wurde. Eine deutsche Fassung in der Übersetzung von Erich Fried und Karl Fruchtmann wurde 1967 unter dem Titel Der Tanz des Sergeanten Musgrave: Eine unhistorische Parabel im Rowohlt Verlag veröffentlicht.
Unter dem Einfluss des Epischen Theaters von Bertolt Brecht thematisiert das um 1880 während des Zypernkonflikts spielende Stück die Problematik des persönlichen Eingreifens gegen soziale Ungerechtigkeit, Gewalt und Kolonialismus in einer eigenständigen Mischung aus politischen und poetischen Momenten, in der Songeinlagen und epische Verfremdungseffekte mit Elementen der englisch-schottischen Volksballade verknüpft werden. Der im Untertitel explizit ausgewiesene Gleichnischarakter des Dramas verweist auf die Intention des Autors, die Werkaussage ungeachtet ihrer historischen Einkleidung auf die zeitgenössische Wirklichkeit zu übertragen. Arden selber bezeichnet das Stück in seinem Vorwort zum Dramentext als „ein realistisches, aber nicht ein naturalistisches“ („a realistic, but not a naturalistic“) Drama; die historischen Bezüge dienen dabei vor allem der Stilisierung und beispielhaften Veranschaulichung.
Die Titelfigur, Sergeant der Königin Viktoria, will nach ihrer Heimkehr ein Exempel statuieren und die willkürliche Ermordung von fünf unschuldigen Zivilisten im Zypernkrieg, die als Vergeltung für den Tod eines einzelnen britischen Soldaten getötet wurden, nun durch die Hinrichtung von 25 (d. h. fünf mal fünf) Verantwortlichen in einer nordenglischen Kleinstadt sühnen.
Trotz einer anfangs gemischten Reaktion wird das Drama mittlerweile von der Kritik und Literaturwissenschaft unbestritten zu den gattungs- und literaturgeschichtlich bedeutsamsten Schlüsselwerken des modernen englischen Dramas gezählt.

## Inhaltsangabe

### Akt I
Schauplatz des dramatischen Geschehens ist eine kleine nordenglische Bergarbeiterstadt im Winter 1879/1880. Drei Deserteure eines britischen Regiments in Zypern, die Gefreiten Sparky, Hurst und Attercliffe, warten angespannt am Kai auf die Ankunft ihres Sergeanten Musgrave. Nach dessen Eintreffen bringt ein Kahnführer mit dem sprechenden Namen Bludgeon (dt. Knüppel) sie samt ihrer Ausrüstung, unter anderem einem Gatling-Maschinengewehr, über den Fluss in die Stadt, die durch starken Schneefall von der Außenwelt abgeschnitten ist.
Unter dem Vorwand, Rekruten für die Armee der Königin Viktoria anwerben zu wollen, kommt die Gruppe der vier Deserteure im Gasthaus der Mrs. Hitchcock unter, einer ungefähr fünfzigjährigen Witwe.
Das junge Schankmädchen Annie, das in Ardens Anmerkungen zum Text als „grobknochig“ („big-boned“, S. 7) und nicht sonderlich attraktiv beschrieben wird, zeigt sich besorgt über die Ankunft der Soldaten. Sie provoziert den Sergeanten und seine Gefreiten mit teils anzüglichen, teils abweisenden Bemerkungen.
Da die Bergarbeiter in der Stadt sich wegen einer Lohnkürzung im Streik befinden, ist die Lage angespannt. Der Bürgermeister, der Pfarrer und der Konstabler als weltliche und geistliche Autoritäten der Stadt hoffen auf eine Entspannung der Situation durch die Rekrutierungsversuche der Soldaten. Für jeden als Rekruten angeworbenen Bergarbeiter lobt der Bürgermeister, der zugleich Eigentümer der Kohlenmine ist, eine aufzuteilende Belohnung von zwei Pfund aus, davon ein Pfund für den Sergeanten und seine Gruppe. Die Bergleute wiederum sehen die Soldaten zunächst als Streikbrecher an; ihr Misstrauen wird erst durch das großzügig „auf Rechnung der Königin“ von der Gruppe ausgeschenkte Freibier zerstreut.
In der dritten Szene des ersten Akts treffen sich die vier Soldaten auf dem Friedhof der Stadt. Dem Publikum werden in dieser Szene die tatsächlichen Beweggründe der Deserteure offenbart. Nach dem Tode ihres Kameraden Hicks in einem nicht genau identifizierbaren Kolonialkrieg erlebten die vier brutale Repressalien und Vergeltungsmaßnahmen gegenüber der Zivilbevölkerung, die den Tod von fünf unschuldigen Menschen zur Folge hatten. Nun wollen die Deserteure die Menschen in England davon überzeugen, dass Krieg und Gewalt verwerflich und falsch sind.
Sie sind dabei genau in diese Stadt im Norden Englands gekommen, da ihr getöteter Kamerad Hicks aus ihr stammt. Die Soldaten erfahren von der Wirtin Mrs. Hitchcock, dass Hicks mit dem Schankmädchen Annie liiert war. Als er zum Militär ging und im Ausland in den Krieg zog, war Anne von ihm schwanger und brachte ein Kind zur Welt. Ihr gemeinsames Baby verstarb aber nach Hicks Tod im Alter von nur wenigen Wochen. Dies erklärt zugleich Annes Sarkasmus den Soldaten gegenüber.
Als Sergeant Musgrave beginnt, seine Führungsrolle und seine Absichten mit der „Macht Gottes“ zu begründen, zeigen sich erste Spannungen unter den vier Deserteuren. Musgrave gerät vor allem mit dem Atheisten Hurst in Streit, der sich im Gegensatz zu Musgrave auf die Menschenrechte beruft.
Das Erscheinen dreier als Typen beschriebener Bergleute (Slow Collier, Pugnacious Collier, Earnest Collier; dt.: Langsamer Bergmann, Kämpferischer Bergmann, Ernsthafter Bergmann) führt zu einer Unterbrechung des Streites zwischen den Deserteuren. Nach einem kurzen Gespräch mit den Bergleuten betrachtet Musgrave nach deren Abgang ihren Streik und den Krieg anschließend als zwei Seiten ein und derselben Sache, nämlich der Korruption in der Stadt: „their riots and our war are the same one corruption“ (I.3, S. 36).
Attercliffe bekräftigt in dem nachfolgenden Dialog mit Musgrave nochmals seine pazifistische Haltung; für ihn darf es kein weiteres Töten mehr geben.
Der erste Akt endet mit einem Gebet des Sergeanten, in dem er sich auf seine „Pflichten“ (S. 37) beruft, die sich nun jedoch von denen eines regulären Soldaten unterscheiden würden: „Now I have my duties different. I’m in this town to change all soldiers’ duties“ (S. 37). Die von ihm konkret geplante Aktion, die er in diesem Zusammenhang gleichsam als missionarisches Vorhaben ankündigt und für die er Gottes Hilfe erbittet, bleibt an dieser Stelle allerdings noch unklar.

### Akt II
Zu Beginn des zweiten Aktes spielen die Soldaten in Mrs. Hitchcocks Wirtshaus ihre Rolle als Truppenwerber. Sparky versucht, das Interesse des Schankmädchens Annie auf sich zu lenken; diese zeigt sich jedoch nicht von ihm, sondern von dem gut aussehenden Gefreiten Hurst beeindruckt und verabredet sich mit Hurst zu einem nächtlichen Treffen in der Scheune des Wirtshauses. Dem „Ernsthaften Bergarbeiter“ Walsh gelingt es nicht, seine Freunde, die im Begriff sind, sich zu betrinken, an ihren Arbeitskampf zu erinnern. Musgrave wiederum bemüht sich vergeblich, die Sympathie von Walsh zu gewinnen. Bludgeon, der Kahnführer, schlägt den Arbeitern vor, das Maschinengewehr der Soldaten zu stehlen. Es kommt zu einem Streit unter den zunehmend alkoholisierten Bergarbeitern, der durch das Eingreifen des Konstablers und den Rauswurf der Bergleute und des Kahnführers aus dem Wirtshaus beendet wird. Als schließlich auch Musgrave zusammen mit dem Konstabler das Wirtshaus verlässt, warnt er Annie davor, sich mit einem seiner Soldaten einzulassen.
In einer kurzen Szene draußen auf der Straße trifft Musgrave auf die Bergleute, die unter dem Kommando des Kahnführers eine militärische Parade parodieren. Musgrave versucht nochmals den „Ernsthaften Bergmann“ Walsh auf seine Seite zu ziehen, was ihm jedoch erneut nicht gelingt. Nach dem Abgang Musgraves versucht der Kahnführer ein weiteres Mal, Walsh zu dem Diebstahl des Maschinengewehrs anzustiften.
Die dritte Szene spielt in der Scheune, die an das Wirtshaus angrenzt. Annie, die nachts mit Hurst ins Bett gehen will, wird von diesem jedoch zurückgewiesen, da er nun zu sehr mit Musgraves Plänen beschäftigt ist. Anne reagiert wütend auf diese Abweisung. Als Attercliffe, der mit fünfzig Jahren der älteste der vier Deserteure ist, dazu stößt, wendet sie sich ihm zu. Obwohl Attercliffe Annie zunächst leidenschaftlich küsst, weist er sodann ihre weiteren Annäherungsversuche ebenso abrupt ab wie Hurst. Er begründet sein Verhalten damit, dass er zu verbittert sei für eine Liebesbeziehung, da seine Frau ihn mit einem gutaussehenden Gemüsehändler betrogen und danach verlassen habe. Anne weint, vertraut sich aber kurz darauf in ihrer Verzweiflung dem jungen Gefreiten Sparky an, der sie überredet, gemeinsam mit ihm Musgraves Gruppe zu entfliehen, da es genug an Töten und Sterben gegeben habe.
Auch Musgrave, der separat in dem Wirtshaus untergebracht ist, offenbart in einem Albtraum seine Selbstzweifel, die nach seinem Erwachen jedoch sofort wieder verschwinden.
Als Hurst, der Sparky und Annie in der Scheune heimlich belauscht hat, von Sparkys Fluchtplänen Kenntnis erhält, versucht er, diesen aufzuhalten. Attercliffe mischt sich ein und ersticht in dem anschließenden Handgemenge unabsichtlich Sparky mit seinem Bajonett. Er ist entsetzt über sein Handeln. Musgrave und Mrs. Hitchcock erscheinen in der Scheune. Musgrave befiehlt Attercliffe, Sparkys Leiche im Hinterhof zu begraben, und fordert Mrs. Hitchcock dazu auf, das Schankmädchen Anne ins Wirtshaus zu bringen und dort in einem Schrank einzusperren.
Währenddessen erscheint der Kahnführer und verrät nun seinerseits die Bergarbeiter, die gerade versuchen, das Maschinengewehr zu stehlen. Ihr Anführer Walsh soll von dem Konstabler verhaftet werden, aber Musgrave schützt ihn vor der Festnahme.
Der Bürgermeister erscheint und verkündet, dass die Stadt aufgrund des Tauwetters nicht länger von der Außenwelt abgeschnitten sei. Der Telegraf funktioniere wieder und er habe bereits die Dragoner zur Aufrechterhaltung der Ordnung angefordert. Musgrave kündigt daraufhin für den nächsten Morgen eine große Truppenwerbungsaktion auf dem Marktplatz der Stadt an, vermeintlich um die Bergleute von ihrem Streik abzubringen, tatsächlich jedoch, weil ihm bewusst geworden ist, dass dies seine letzte Chance ist, seinen eigentlichen Plan umzusetzen.

### Akt III
Die Marktplatzszene zu Beginn des dritten Aktes bildet den Höhepunkt des Dramas. Nach den Ansprachen der Stadtoberen hält Musgrave auf einem Podium vor den versammelten Bürgern eine Rede über die Gefahren und Pflichten des Soldatenlebens. Sodann demonstriert er seinem Publikum die tödliche Macht des Gatling-Maschinengewehrs, das er von Attercliffe laden und auf die Menschenmenge richten lässt. Danach öffnet er eine zweite Kiste mit dem Skelett eines Soldaten in roter Uniform. Untermalt durch Hursts fanatisches Trommelschlagen hängt Attercliffe das Skelett des getöteten Soldaten an der Fahnenstange am Marktkreuz auf. Musgrave berichtet gleichzeitig von der Vergeltungsaktion, die auf den Tod dieses Soldaten hin erfolgte. Dabei wurden fünf unschuldige Zivilisten getötet. Außerdem enthüllt er, dass es sich bei dem getöteten Soldaten um Billy Hicks handelt. Anschließend führt Musgrave unter dem aufgehängten Skelett von Billy Hicks einen wilden Tanz auf und rezitiert dabei einen Reim:
... Up he goes, and no-one knows, who it was that raised him. ... He sits on your back and you’ll never, never lose him....
(dt.: ... Auf geht er, und niemand weiß, wer ihn hoch gerichtet hat. ... Er sitzt auf deinem Rücken und du wirst ihn niemals verlieren ...; im Original: III.1, S. 85).
Nach der abrupten Unterbrechung seines Tanzes präsentiert er den Bürgern seinen zuvor noch nicht offen gelegten Gedankengang: Für jeden der fünf Zivilisten, die bei der militärischen Vergeltungsaktion im Krieg unschuldig getötet worden seien, müssten jetzt als Sühne zur Wiederherstellung der Gerechtigkeit wiederum jeweils fünf politisch Verantwortliche in der Stadt sterben, insgesamt also 25 Personen. Dies diene zugleich als nachhaltige Warnung vor der grausamen Logik der Gewalt.
Hurst und der Kahnführer sind bereit, Musgraves Räsonnement zu folgen und in die Menge zu schießen, wohingegen der überzeugte Pazifist Attercliffe sich entschieden dagegen verwahrt.
In dieser Situation greift Annie ein und offenbart der Menschenmenge in aller Öffentlichkeit die Umstände des Todes von Sparky. Auf diese Weise sorgt sie dafür, dass Musgrave endgültig das Vertrauen von Walsh verliert, der als „Ernsthafter Bergmann“ bereits zuvor stets seine Skepsis zeigte.
Obwohl die Stimmung umgeschlagen ist, will Hurst dennoch in die Menge schießen; Attercliffe und Musgrave versuchen jedoch, ihn daran zu hindern. Die Dragoner kommen im letzten Moment zu Hilfe und erschießen Hurst. Musgrave und Attercliffe werden von ihnen festgenommen. Der Kahnführer wechselt wie zuvor schnell die Seiten; es gibt auf seine Veranlassung hin ein weiteres Mal Freibier in der Stadt, gefolgt von einem Freudentanz der Einwohner um das Bierfass.
Die Schlussszene des Dramas ist epilogartig gestaltet. Mrs. Hitchcock besucht die festgenommenen Deserteure Musgrave und Attercliffe, die ihre Hinrichtung erwarten, im Gefängnis. Musgrave verweigert das Essen und wird offenbar immer noch von den grauenvollen Erinnerungen an den Tod von Hitch und die nachfolgende Vergeltungsaktion an den unschuldigen Zivilisten heimgesucht. Er denkt über die Gründe für das Scheitern seiner geplanten Vergeltungsaktion nach und beruft sich erneut auf Gottes Auftrag. Attercliffe dagegen erklärt, dass Gewalt nicht durch Gegengewalt beendet werden könne. Mrs. Hitchcock liefert Musgrave gegenüber eine pragmatische Begründung für das Verhalten der Stadtbewohner, die bei dem Erscheinen der Dragoner Freudentänze aufführten: Sie seien hungrig; daher hätten sie keine Zeit für Musgrave und sein Anliegen. Eines Tages wären die Bewohner jedoch satt und die Dragoner verschwunden. Dann würden die Einwohner sich an alles erinnern und seine Botschaft verstehen (III.2, S. 102).
Daraufhin verstummt Musgrave und das Stück endet mit einer bittersüßen Ballade, die Attercliffe vorträgt.

## Interpretationsansatz

### Entstehung und Ausgangsproblematik
Wichtige Inspirationen für den äußeren Handlungsrahmen von Serjeant Musgrave's Dance holte sich Arden seinen eigenen Angaben zufolge aus dem amerikanischen Bürgerkriegsfilm The Raid (1954), der auf Tatsachen beruht.
Die eigentliche Abfassung des Werkes geht jedoch, wie Arden selber ausführt, zurück auf Zeitungsberichte über einen Vorfall, der sich 1958 während der britischen Kämpfe auf Zypern, zum damaligen Zeitpunkt noch britische Kronkolonie, ereignete:
„One of the things that set off the play was an incident in Cyprus. A soldier’s wife was shot in the street bei terrorists - and according to newspaper reports - which was all I had to work on at that time - some soldiers ran wild at night and people were killed in the rounding up. The atrocity which sparks off Musgrave’s revolt is roughly similar.“
Vordergründig erscheint die entstehungsgeschichtliche Konzeption von Serjeant Musgrave's Dance damit als dramatische Umsetzung eines spontanen Schreib- oder Handlungsmpulses des Autors, der über die grauenhaften Vorfälle in der Ferne entsetzt ist und den Drang verspürt, in einem fiktiven dramatischen Szenario eine Handlungsoption durchzuspielen, in der das überall in der Welt zu beobachtende Unrecht an seinen Wurzeln ausgerottet werden soll, indem an den dafür Verantwortlichen Rache genommen wird.
Ardens Dramenkonzept geht jedoch entscheidend über einen solchen originären Vergeltungsimpuls hinaus. Er lässt seine Titelfigur die Ursachen dieser situationsfernen Gewalt, wie sie etwa in jenen Zeitungsberichten beschrieben wird, auf die er sich als Dramatiker stützt, nach England zurückverfolgen, um den Menschen die Auswirkungen ihres gesellschaftlichen Handelns unmittelbar vor Augen zu führen und sie dafür zur Rechenschaft zu ziehen. Die Abstraktheit des sozialen Unrechtsgeschehens, die aus dessen Verselbständigung in der Ferne resultiert, soll so durch ein persönliches Eingreifen an einem nahen und überschaubaren Handlungsort durchbrochen und durch einen konkreten individuellen „Akt moralischer Wiedergutmachung“ aufgehoben werden. Nach der Deutung von Hubert Zapf kann dieses Konzept als Versuch verstanden werden, die „Ethik im «Fernhorizont der modernen Welt»“ zurück zu beziehen auf die „Ethik im «Nahhorizont» der eigenen Lebenswelt“. Dies beinhaltet nach Zapf die Zurückholung der weltumgreifenden Dimension des Problems in das Handlungsfeld und die Verantwortlichkeit des einzelnen Individuums, um es derart als lösbar erscheinen zu lassen.
In der Rückspiegelung der geopolitischen Ebene auf die Ebene der konkreten, anschaulichen Lebenswelt wird das tiefsitzende menschliche Bedürfnis nach Übernahme einer moralischen Verantwortung und nach einem persönlichen Eingreifen bei Musgrave jedoch zu einem fanatischen Wahn und missionarischen Sendungsbewusstsein, wodurch seine ursprüngliche Absicht in ihr Gegenteil verkehrt wird: Der Lösungsansatz, den er als Handlungssubjekt gewählt hat, um gegen das sinnlose Morden im Krieg aufzubegehren, ist damit von vornherein zum Scheitern verurteilt.
Wie bereits der Untertitel des Dramas An Un-Historical Parable erkennen lässt, geht es Arden in seinem Werk allerdings nicht um die Behandlung eines spezifischen historischen Themas, sondern um eine grundlegende dramatische Ausleuchtung der gegenwärtigen Realität. Der Rückgriff auf eine geschichtliche Verfremdung dient ihm als Dramatiker vor allem zur parabelhaften Veranschaulichung der darzustellenden zeitübergreifenden Problematik: Indem er Musgraves individuelles Verhalten, das in den komplexen, unüberschaubar gewordenen Verhältnissen der heutigen sozialen Realität nicht mehr nachvollziehbar wäre, in einen Kontext stellt, in dem die heutigen Ausmaße des Problems zwar angedeutet werden, aber noch nicht voll ausgeprägt sind, bleiben die dargebotenen Zusammenhänge konkret genug, um dem Vorgehen von Musgrave in seinem Stück zumindest eine gewisse Plausibilität zu verleihen.

### Musgraves Revolte als dramatischer Höhepunkt
Das einsträngig aufgebaute Handlungsgeschehen des Dramas entfaltet sich, atmosphärisch untermalt durch zahlreiche balladeske Stilelemente und (Gesangs-)Einlagen, in gradliniger episodischer Form. Seinen hinausgezögerten Höhepunkt findet es in der Revolte Musgraves während der Marktplatzszene, die nahezu den gesamten dritten Akt beansprucht.
Das Stück setzt mit den drei Grundfarben weiß, rot und schwarz ein: Es herrscht Winter mit Eis und Schnee; drei desertierte Soldaten in roten Uniformen, die mit einer speziellen Mission gekommen zu sein scheinen, warten in der Dunkelheit an der verschneiten Anlegestelle nahe der Stadt auf ihren Anführer, den Sergeanten Musgrave, der von Sparky bereits zu Beginn mit dem Beinamen „Black Jack“ (S. 10) bezeichnet wird. Leitmotivisch findet die in jeder Hinsicht durch das Fehlen von menschlicher Freundlichkeit und Wärme gekennzeichnete Atmosphäre ihren Ausdruck schon in Sparkys Eingangsäußerung: „... oh a cold winter, snow, dark“ (S. 9).
Die bereits in der Eingangsszene angelegte Metaphorik des Kalten, Abweisenden und Anti-Menschlichen, das die ganze Stadt kennzeichnet, durchzieht ebenso wie die Farbsymbolik als prägendes Element den weiteren Verlauf des dramatischen Geschehens. So bekommen die desertierten Soldaten bereits auf ihrem ersten Erkundungsgang die in der Stadt herrschende „bittere Kälte“ von Streik, Hunger und Aussperrung deutlich zu spüren. Diese Kälte ist nicht allein der harten winterlichen Witterung geschuldet, sondern bringt zugleich das Klima des Misstrauens und der Abweisung seitens der Einwohner gegenüber den Soldaten wie auch die emotionale Spannung zwischen den tief gespaltenen sozialen Gruppen in der Stadt zum Ausdruck. Dabei scheinen die vier Deserteure die Kälte noch zu verstärken: Der Kanal friert hinter ihnen zu und schließt die Stadt völlig von der Außenwelt ab. Die Gleichsetzung der Deserteure und insbesondere ihres Anführers „Black“ Jack Musgrave mit Kälte und Härte wird gleichermaßen durch die ersten Äußerungen des Schankmädchens Annie gegenüber dem Sergeanten weiter verstärkt: Sie charakterisiert ihn als „vom Nordwind gezeugt“ (S. 26) und trifft damit intuitiv nicht nur Musgraves Persönlichkeit, sondern bekundet zugleich ihre instinktive Ablehnung von ihm und allem, wofür er steht. Ein auch symbolhaft zu verstehendes Tauwetter setzt erst ein, als mit Sparkys Tod die Gruppe der desertierten Soldaten auseinanderzubrechen beginnt.
Die grundsätzliche Zielrichtung von Musgraves Handeln wird relativ früh in der Friedhofsszene enthüllt (I.3, S. 33 ff.): Er ist mit der Absicht in die Stadt gekommen, eine Art von Fanal gegen den Krieg und die Gewalt zu setzen, die er und seine Kameraden im Kolonialkrieg am eigenen Leib erfahren haben. Dabei zeigt er ein unerschütterliches, rigides Sendungsbewusstsein und ist fest davon überzeugt, im Auftrag Gottes zu handeln, ohne dass er jedoch auf irgendwelche offensichtliche Anzeichen für eine solche göttliche Mission verweisen könnte.
Musgraves Auswahl genau dieser kleinen nordenglischen Bergarbeiterstadt für sein geplantes öffentliches Fanal gegen die Sündhaftigkeit und Verwerflichkeit des Krieges liegt darin begründet, dass der Soldat Billy Hicks als erstes Opfer einer Kette von Morden, die Musgrave selber als Soldat im Kolonialkrieg miterlebt hat, aus eben dieser Stadt stammt. Wie der Sergeant Musgrave inzwischen von der Wirtin Mrs. Hitchcock erfahren hat, war Hicks aus der Stadt geflohen, um nicht seine Geliebte Anne, die ein Kind von ihm erwartete, heiraten zu müssen. In seiner Garnisonsstadt wurde er dann nach der Rückkehr von einem Opernbesuch von Terroristen hinterrücks erschossen.
Bis zu diesem Zeitpunkt in der ersten Hälfte des Dramas wird das grundsätzliche Ziel des Sergeanten zwar einigermaßen klar; die weiteren genauen Motive und insbesondere die konkrete Art und Weise, wie er seine Absicht in die Tat umsetzen möchte, bleiben jedoch lange Zeit bis zu dem dramatischen Höhepunkt in der großen Marktplatzszene im dritten Akt im Dunkeln.
Erst hier wird der Plan, den Musgrave durch alle Verwicklungen des Geschehens hindurch mit rigoroser Konsequenz verfolgt, offengelegt: In einer Racheaktion für den Mord an Hicks wurden 34 unschuldige Zivilisten verletzt und fünf, darunter ein junges Mädchen, von den Soldaten getötet. Aus diesem Grunde sollen in einem ersten Schritt die grausamen Folgen des Krieges den Bürgern der Stadt in einer öffentlichen Demonstration drastisch vor Augen geführt werden und in einem zweiten Schritt die politisch Verantwortlichen für den Krieg identifiziert werden, um durch ihre Bestrafung das geschehene Unrecht zu sühnen.
Die im Krieg von ihm mit erlebte Ereigniskette hat, wie nun in aller Deutlichkeit zutage tritt, zu einem Zusammenbruch von Musgraves bisherigen, äußerst einfachen Wertesystem geführt, das zuvor nahezu vollständig auf den klaren militärischen Vorgaben und soldatischen Pflichten des „Queen’s Book“ beruhte („You see, The Queen’s Book, which eighteen years I’ve lived, it’s turned inside out for me. There used to be my duty, now there’s a disease“, S. 90). Ausgelöst durch dieses Kriegsgeschehen hat Musgrave ein vermeintlich von Gott inspiriertes Sendungsbewusstsein mit einer alttestamentarischen Auge-um-Auge-Logik entwickelt, das in einer gefährlichen Monomanie gipfelt.
Konnte Musgraves Besessenheit soweit noch als prinzipiell vertretbarer „Anti-Kriegs-Idealismus“ angesehen werden, mit dem er nicht nur seine Mit-Deserteure an sich bindet, sondern für kurze Zeit auch einen Teil der gegen ihn eingestellten Bergarbeiter für sich zu gewinnen vermag, so zeigt sich nun die ganze gefährliche Unmenschlichkeit seines Vorhabens: Das Hochziehen von Billys Skelett am Marktkreuz stellt nur den Anfang dar von „Gottes Tanz auf Erden“ mit Musgrave im Mittelpunkt, der dem Stück seinen Titel gibt. Nur er allein versteht „Gottes Logik“ (S. 37), der zufolge jetzt 25 Personen aus der Stadt zur Vergeltung hingerichtet werden müssen (S. 90).
Folgt man dem weiteren Verlauf des Dramas, so ist Musgraves von einer alttestamentarischen Rachementalität bestimmter Plan offensichtlich von Anfang an zum Scheitern verurteilt, was sich im nachfolgenden dramatischen Geschehen nicht nur in dem Eingreifen von Annie äußert, sondern ebenso in der kurz bevorstehenden Ankunft der Dragoner, die vom Bürgermeister zur Wiederherstellung der sozialen Ordnung angefordert worden sind.
Bei ihrem Besuch in der Gefängniszelle nach der Inhaftierung von Musgrave und Attercliffe liefert die pragmatisch eingestellte Mrs. Hitchcock dem Sergeanten gegenüber eine unmittelbar einleuchtende Erklärung für das Scheitern seiner Revolte, die Attercliffe in pointierter Form gleichsam allegorisch wie folgt zusammenfasst: „You can’t cure the pox by further whoring.“ (III.2, S. 102; dt.: „Man die Syphilis nicht durch weitere Herumhurerei heilen.“).
Wolf-D. Weise sieht dem folgend in seinem Deutungsansatz den wesentlichen Grund für das Fehlschlagen von Musgraves gesamtem Unternehmen darin, dass – sprichwörtlich gesprochen – der Teufel eben nicht mit dem Beelzebub auszutreiben sei. Musgrave muss nach der Interpretation von Weise mit seiner letztlich mörderischen Mission auch deshalb scheitern, weil seine Besessenheit ihn blind macht gegenüber den Bedürfnissen lebendiger Menschen und der Vitalität des Lebens überhaupt, das in seiner vielschichtigen Komplexität diametral im Gegensatz zu Musgraves prinzipiell „lebensfeindlicher und simplifizierender Lebensphilosophie“ steht. Mit dem Schutzschild des „It’s not material“ (z B. S. 14, 27, 33, 69, 87, 96) wehrt Musgrave rigide alles ab, was nicht direkt mit seinem Absichten in Einklang zu bringen ist oder diese sogar in Frage stellen könnte. Zweifel an seinem göttlichen Auftrag oder seiner alttestamentarischen Rachementalität prallen schon bei den geringsten Andeutungen bei ihm völlig ab und werden sofort beiseite gewischt. Am Ende maßt Musgrave sich an, die göttliche Gewalt, die er immer wieder anruft, selber zu vertreten und steht im Begriff, sich zum Richter über Leben und Tod zu machen. Damit fällt er nach Weises Deutung schließlich fast zwangsläufig seiner eigenen Hybris zum Opfer.
Ausgehend von einer detaillierten Analyse der Marktplatzszene liefert Hubert Zapf in seinem Interpretationsansatz eine weitergehende Erklärung für die von Anfang an zum Scheitern bestimmte Revolte Musgraves.
Zunächst einmal findet dessen geplante Revolte offiziell unter ganz anderen Voraussetzungen statt, die seinen Absichten geradezu konträr gegenüberstehen. Die öffentliche Versammlung auf dem Marktplatz wird von den Stadtoberen vorbereitet, um Freiwillige für die Armee anzuwerben und so mit Hilfe verlockender Geldzahlungen die Anführer der streikenden Bergleute aus der Stadt zu entfernen. Zu diesem Zweck wird mit allem Pomp und aller Rhetorik eine repräsentative politisch-militärische Veranstaltung organisiert: es werden Fahnen und Trompeten sowie Paradeuniformen und Amtskleider aufgeboten, daneben ein Podium, von dem aus der den Bürgermeister und der Pfarrer als Vertretung des städtischen Autoritäten Ansprachen halten, um an die vaterländische Gesinnung der Zuhörer zu appellieren und die Kriegsbegeisterung der jungen Männer in der Stadt zu wecken.
Als Musgrave danach das Podium besteigt, versucht er, zunächst kaum spürbar, die Veranstaltung in eine andere Richtung zu lenken. Anscheinend noch mit seinen Vorrednern übereinstimmend beginnt er deren euphorische Darstellung des Krieges zu untergraben, indem er gleichsam en passant von den Schikanen im soldatischen Armeealltag erzählt. Erst danach thematisiert er die eigentlichen Pflichten und das wahre Handeln der Soldaten. Dabei holt er schließlich das Gatling-Maschinengewehr als wirkungsvollste moderne Waffe aus der geheimnisvollen Kiste heraus und lässt es von Attercliffe in Stellung bringen. In dem Moment, in dem Attercliffe das geladene Gewehr auf die versammelten Menschen richtet, nimmt die Vorführung unvermittelt einen gefährlichen Charakter an. Die Bedrohlichkeit wird zudem dramaturgisch dadurch weiter intensiviert, dass das Theaterpublikum die Rolle der versammelten Menge einnimmt, da auf der Bühne zu diesem Zeitpunkt die Stadtbewohner nicht zu sehen sind.
Mit der Öffnung der zweiten Kiste und dem Hochziehen des Skeletts von Billy Hicks an der Fahnenstange wird sodann der Gegensatz von politischer Kriegsideologie und tatsächlicher Realität des Kriegsgeschehens schockartig theatralisiert und der titelgebende Tanz des Sergeanten unter dem Marktkreuz vorbereitet, mit dem er die Wirklichkeit des Krieges in Szene setzen will. Sein wilder Tanz soll in makabrer, aber äußerst expressiver Form die Grausamkeit der Kriegsrealität veranschaulichen; die in der entlegenen Ferne abstrakten Kriegsereignisse will er damit in dem konkreten Lebenshorizont der Stadtbewohner sinnlich-plastisch erfahrbar machen. Um die Schuldverstrickung der Stadtbevölkerung – und ebenso des Theaterpublikums – nochmals zu betonen, singt Musgrave dazu sein bereits in der Inhaltsangabe angesprochenes Lied: „... Up he goes, and no-one knows, who it was that raised him. ... He sits on your back and you’ll never, never lose him....“ (III.1, S. 90).
Nach dem abrupten Abbruch des Tanzes erläutert Musgrave auf der diskursiven Ebene die Vorgeschichte und die Intention seines Auftritts. Das am Fahnenmast aufgezogene Skelett des toten Soldaten identifiziert er an diesem Punkt als das des aus dieser Stadt stammenden Billy Hicks. Damit werden die scheinbar fernen Vorfälle in den Kolonien endgültig in die eigene Lebenswelt der Stadtbewohner einschließlich der persönlichen Freunde und Bekannten von Billy – sozusagen auf der face-to-face-Ebene – zurückgeholt.
Genau an diesem Punkt, an dem die Betroffenheit der Bürger ihren Höhepunkt erreicht hat(III.1, S. 95), beginnt Musgrave, den Kern des Problems, das er lösen möchte, aus der Perspektive seiner eigenen Logik zu erläutern: In den von ihm berichteten Vorfällen in den Kolonien zeigt sich in typischer Weise die unkontrollierbare Verselbständigung und Eskalation der Gewalt, der er nunmehr für alle Zeit ein Ende bereiten will (III.1, S. 96). Damit setzt der Sergeant Zapf zufolge „der zirkulären Eigengesetzlichkeit eines verselbständigten Gewaltgeschehens die Teleologie persönlichen Handelns“ entgegen, d. h. eben jene „Logik“ Gottes, die er erkannt zu haben glaubt und auf deren Grundlage er mit „paranoid anmutender Klarheit“ als Schlussfolgerung die «Lösung» des Problems formuliert: In Übertragung desselben Verhältnisses von 1:5 müssen jetzt 25 führende Vertretern der Stadt zur Vergeltung sterben; damit würde mit mathematischer Genauigkeit das Unrecht eine Wiedergutmachung erfahren und der Teufelskreis der Gewalt durchbrochen.
Die streikenden Bergarbeiter zeigen sich trotz der Skepsis ihres Anführers Walsh und der von Musgrave selber eingestandenen „madness“ von diesem Gedankengang zunächst durchaus beeindruckt; erst mit dem Eingreifen von Annie, der einstigen Geliebten von Billy Hicks, und ihrem Bericht über die Umstände des Todes von Sparky schlägt die Stimmung um. So wird Musgraves Vorhaben vereitelt, noch bevor die herbeigerufenen Dragoner auch von außen her schließlich das endgültige Scheitern seines Planes besiegeln.
Die Gründe für das Scheitern von Musgraves Revolte liegen damit nicht allein in äußeren Zufälligkeiten oder gesellschaftlichen Machtverhältnissen und Widerständen begründet, sondern gleichermaßen in der inneren Widersprüchlichkeit seines eigenen Handlungskonzeptes, das trotz des moralischen Anspruches nämlich eben jene konkret-menschliche Wirklichkeit ausblendet, um die es vorgeblich geht. In seiner Undurchschaubarkeit nimmt es selber abstrakte Züge an und macht derart seine eigene ursprüngliche Zielrichtung zunichte.

### Motivische und thematische Gegenpole
Das Handeln der Titelfigur wird von Arden in auffälliger Weise durch die Motivik von «Buch» und «Wort» gekennzeichnet. So stellt für Musgrave zunächst lange Zeit das «Queen’s Book» eine überpersönliche Autorität dar; dessen Regeln sind für ihn eine notwendige Lebensgrundlage. Solange das Töten für ihn als Soldat durch die Vorschriften des Buches gedeckt war, gab es für ihn keinen Anlass zum Zweifeln. Die durch die Ermordung von Billy Hicks ausgelöste Gewaltkette führt jedoch, wie oben dargelegt, für Musgrave zu dem Zusammenbruch des dort vorgegebenen einfachen soldatischen Wertesystems und Verhaltenskodexes. Sein gesamtes weiteres Unternehmen im Verlauf des Dramas lässt sich in dieser Hinsicht als Bemühung deuten, ein neues «Buch» zu finden bzw. „das Buch der Königin durch das Buch Jahwes zu ersetzen.“
Sind die anderen Figuren in ihre Interessen oder Begierden verstrickt, so zeigt sich Musgrave in das Studium der Bibel bzw. des Alten Testamentes vertieft. Das Buchmotiv erscheint des Weiteren auch in dem „notebook“, mit dem Musgrave im Gegensatz zu den übrigen trinkenden und feiernden Personen beschäftigt ist (S. 56), sowie in der Alptraumszene, in der ihn die Erinnerung an die koloniale Racheaktion heimsucht (II.3, S. 64).
Der Halt, den Musgrave in diesem „neuen“ Buch sucht, zeigt jedoch, das sich an den abstrakten, fremdbestimmten Prinzipien seines Handelns nichts geändert hat; allein dessen Inhalt hat sich verändert. Die Buchmotivik lässt zudem erkennen, wie sehr Musgrave bis auf das Innerste genau von dem militärischen Apparat bestimmt wird, aus dem er auszubrechen versucht. Dies äußert sich gleichermaßen in seiner Besessenheit von Ordnung und Disziplin, der autoritären Befehls-Gehorsamkeits-Beziehung zu seinen Untergebenen sowie in seinem unerschütterlichen Glauben an militärische Normen und Rangabzeichen. Auch in der Marktplatzszene wird seine geplante Demaskierung des Militarismus zu einer Demonstration militärischer Stärke, wobei das auf die Menge gerichtete Maschinengewehr selbst zum Bild jener Gewaltmaschinerie wird, die es durchbrechen soll.
Musgrave schaltet in seinem rein logisch-gedanklichen Handlungskalkül zudem bewusst alle persönlichen Gefühle oder Empfindungen aus und wird damit entgegen seinem beabsichtigten Engagement für die Menschlichkeit und Humanität selber zu einer Personifikation der menschlichen Gefühlskälte, die Anne bei der ersten Begegnung mit ihm instinktiv zurückschrecken lässt (I.2, S. 25 f.). Indem Musgrave in dieser Hinsicht in seinem Vorgehen alle menschlich-emotionalen Befindlichkeiten ausgrenzt, wird er jedoch selber zum Handlungsträger eben jener abstrakten Gesellschaft, die er bekämpft. Wie eine fremde, unpersönliche Macht dringt er in die Lebenswelt der Menschen in der Stadt ein und unterwirft sie über ihre Köpfe hinweg seiner eigenen Handlungslogik (vgl. S. 101). Mit erstaunlicher Klarsicht verdeutlicht die Wirtin Mrs. Hitchcock ihm diesen Fehler in seinem Denkansatz während ihres Gefängnisbesuches am Ende des Dramas (III.2, S. 102ff.).
Im Hinblick auf die Handlungsstruktur des Stücks als ganze ergibt sich aus dieser Selbstwidersprüchlichkeit oder Einseitigkeit der Handlungskonzeptes der Titelfigur eine Verkomplizierung, wenn nicht gar Verdopplung, der oben dargestellten Ausgangsproblematik des Werks. Der Gegenentwurf des Protagonisten zum verselbständigten Teufelskreis der Gewalt wird durch seine eigene Verselbständigung wiederum zu einem Gegenpol im Drama auf der Ebene des Konkret-Menschlichen, das derart ausgegrenzt wird. Damit entsteht eine gegenläufige Dynamik, durch welche die angestrebte Lösung des Problems in immer unübersichtliche Situationen und unentwirrbare Handlungsverstrickungen führt. Die am Ende einrückenden Dragoner könnten alles zwar gleichsam wie ein „deus ex machina“ auflösen, würden damit aber gleichermaßen das Ausgangsproblem als solches aufheben.
Arden benötigt als Dramatiker daher eine – zumindest utopisch-visionäre – Gegenperspektive. Personifiziert wird ein solcher Gegenpol zu Musgraves Lebensfeindlichkeit durch das Schankmädchen Annie. Obwohl sie ähnlich wie Musgrave von den Schrecken des Krieges gezeichnet ist (sie hat ihr Geliebten und ihr Kind verloren) und gleichermaßen das sinnlose Töten verabscheut, unterscheidet sie sich sowohl in ihrem Wesen als auch in ihrem Verhalten stark von der Titelfigur. Während Musgrave sowohl in der Vorgeschichte als auch im gesamten Verlauf des dramatischen Geschehens die Rolle des Täters einnimmt, steckt Annie in der Rolle des Opfers. Im Gegensatz zu der Klarheit des kalten, wahnhaften Handlungskalküls von Musgrave steht ihre psychische Desorientierung und geringe geistige Beweglichkeit infolge ihres tragisch gescheiterten Lebens; der disziplinierten, lebensfeindlichen Ordnung des Protagonisten steht die Unordnung ihrer Verhältnisse gegenüber, seiner emotionslosen puritanischen Askese ihr Liebesbedürfnis, das sich vor allem in ihrer Promiskuität äußert (vgl. II.1, S. 51 f. und II.3, S. 58 ff.)
Durchaus vergleichbar mit den Frauenfiguren in Brechts Werken zeigt sie in ihrer Verlorenheit und Erniedrigung dennoch Züge, die ihr „eine menschlich überlegene Statur“ verleihen, etwa wenn sie ihre Trauer in ihrer Gesangsballade im dritten Akt mit „poetischer Schönheit“ zum Ausdruck zu bringen vermag (III.1, S. 95).
In deutlichem Kontrast zu Musgraves beziehungsferner Selbstisolation steht zudem die zwischenmenschliche Sensibilität Annies. Ist Musgrave blind gegenüber dem Befinden der Menschen in seinem Umfeld, zeigt das Schankmädchen dagegen ein tieferes Verständnis ihrer eigenen persönlichen Situation als der Situation aller Menschen: „Cold and alone. Like, stand in a crowd but every one alone“ (II.3, S. 58), sagt sie, als sie die Nacht mit Hurst verbringen will, um ihrer Einsamkeit für kurze Zeit zu entfliehen.
Im weiteren Verlauf dieser Schlüsselszene akzentuiert Arden ihre Rolle als gleichsam allegorische Personifikation der sinnlich-emotionalen Lebenswelt und verdeutlicht deren Inkompatibilität mit dem Handlungsprinzip seines Protagonisten. Das mit Anne eng verknüpfte Motiv des life and love wird im Drama nicht nur dem Handlungskonzept der Titelfigur entgegen gestellt, sondern bildet auch einen Gegenentwurf zu den übrigen Figuren in der Stadt, wie etwa dem aufgeblasenen und raffgierigen Bürgermeister, dem scheinheiligen Pfarrer, dem dümmlich-überheblichen Konstabler auf Seiten der Herrschenden oder den machtlosen, dumpfen und hungernden Bergleuten oder verarmten Stadtbewohnern.
Die life and love-Motivik in Serjeant Musgrave ist darüber hinaus mit den traditionellen Elementen des Mummers’ Play als einer frühen Form des mittelalterlichen englischen Straßentheaters verbunden, vor allem mit der dazugehörigen «Werbezeremonie», die Arden in sein Drama einbringt. Allerdings wird das damit in das Drama eingeführte Sinnmodell eines Fruchtbarkeitsritus in sein Gegenteil verkehrt, wie die grotesk umgekehrte Werbezeremonie im weiteren Verlauf der dritten Szene im zweiten Akt zeigt.
Annie wirbt zunächst um Hurst als dem Deserteur, der dem traditionellen Ideal von aggressiver Männlichkeit am nächsten kommt. Dieser stößt sie jedoch in seiner blinden Autoritätshörigkeit gegenüber Musgrave zurück, entgegen seinem eigenen spontanen inneren Trieb. Auch Attercliffe, der desillusionierte Pazifist in der Gruppe der Deserteure, weist sie ab, so dass sie sich in ihrer Verzweiflung schließlich von Sparky, dem geistig anspruchslosesten in der Gruppe der desertierten Soldaten, trösten lässt. In Analogie zum typischen Figurenrepertoire des Mummers’ Play nimmt dieser jedoch die Rolle des fool in Ardens Werk ein.
Trotzdem entfaltet sich in der Begegnung dieser beiden schwächsten Charaktere im Stück eine zwischenmenschliche Beziehung, die beiden hilft, zumindest kurzzeitig ihre Ohnmacht und Einsamkeit zu überwinden. So stellt Sparky in dem Gespräch mit Annie erstmals die bislang bedingungslos akzeptierte Autorität von Musgrave in Frage und gesteht seine Angst vor der geplanten Aktion ein, während Annie umgekehrt über ihr persönliches Lebensschicksal spricht. Die gegenseitige Öffnung und das wachsende Verständnis füreinander führen zu der offenen Kritik Sparkys an Musgraves Vorhaben, die im Wesentlichen wiederum auf der von Musgrave ausgegrenzten Sphäre des life and love beruht (II.3, S. 63 f.).
Annie versteht zwar nicht den genauen Inhalt der inkohärenten Äußerungen von Sparky, erfasst aber dennoch den gemeinten Sinn. Daher geht sie auch auf Sparkys Vorschlag ein, gemeinsam zu fliehen. Auf der strukturellen Ebene scheint sich damit eine Wiederholung der gleichen Handlung anzubahnen, die Musgrave zuvor beging: Sparky plant hier zum zweiten Mal, aus einem unmenschlichen, sich verselbständigtem Handlungssystem zu desertieren, diesmal dem von Musgrave.
Es scheint an diesem Punkt eine konkrete Utopie von Liebe und Freiheit auf, die jedoch unter den gegebenen Umständen nicht zu verwirklichen ist. Dennoch wird mit der Figur Annies und in ihrer Beziehung zu Sparky unterschwellig eine Art von Gegenkraft dargestellt, die letztlich ebenso zu dem Scheitern von Musgraves Revolte beiträgt. Sparkys Tod stellt einen Wendepunkt in dem dramatischen Handlungsverlauf dar, der dazu führt, dass Attercliffe sich von der geplanten Aktion zunehmend distanziert. Auch in der Marktplatzszene spielen die besonderen Umstände von Sparkys Tod eine entscheidende Rolle; Annies Bericht sorgt für jenen Stimmungswandel bei den Bergarbeitern, der die geplante Vergeltungsaktion von Musgrave verhindert.
Mit dem Scheitern des grausamen Handlungskalküls von Musgrave, aber auch des utopischen Gegenpols von life and love lässt Ardens Drama eine Lösungsperspektive für die oben genannte Ausgangsproblematik offen. Ungeachtet seiner Selbstwidersprüchlichkeit und grausamen Inhumanität bleibt Musgraves Lösungsansatz, das System selbst mit den Mitteln einer direkten persönlichen Aktion zu treffen, im Ansatz nicht nur verfehlt, sondern ähnlich illusionär wie die Utopie des Gegenentwurfs in der vorgegebenen Situation.
Das Illusionäre an Musgraves Lösungsansatz tritt im ersten Teil des Dramas einzig dadurch in den Hintergrund, dass die Stadt von der Außenwelt abgeschnitten ist. Mit der Reparatur des Telegrafenmastes und dem einsetzenden Tauwetter wird mit zunehmender Deutlichkeit die Verbindung zur Außenwelt wiederhergestellt. Die Truppen von außen sind bereits angefordert, um wieder für Ruhe und Ordnung im Sinne der Stadtoberen zu sorgen; Musgrave bleibt nur noch eine kurze Frist für die Durchführung seiner Racheaktion, deren Aussichtslosigkeit bereits besiegelt ist.
In bezeichnender Weise wird Musgrave von den Dragonern unter tatkräftiger Mithilfe des Kahnführers festgenommen; der Bargee als Verkörperung des allgegenwärtigen Opportunisten und prinzipienlosen, allein auf seine eigenen Interessen achtenden Egoisten wird so paradoxerweise zum alleinigen Nutznießer des Konfliktes. Mit seiner „chamäleonhaften Anpassungsfähigkeit“ steht er nicht nur im krassen Gegensatz zu dem moralischen Rigorismus der Titelfigur, sondern agiert in seiner dramatischen Funktion darüber hinaus sowohl als Vermittler zwischen dem ‹Publikum› auf der Bühne und dem Publikum im Theater als auch als Verbindungsglied zwischen der Binnenwelt der Stadt und der Außenwelt jenseits des Flusses. Als Fährmann bringt er die Gruppe der Deserteure über den Fluss in die Stadt; mit seinen vielfältigen Manipulationen schafft er immer wieder Verbindungslinien zwischen den verschiedenen Handlungselementen und Episoden, wobei er in der Regel die Intentionen der handelnden Parteien untergräbt, indem er sie allem Anschein nach unterstützt. Zapf zufolge personifiziert er „eine hinter dem Rücken der Menschen wirkende Kraft, die ihrem Handeln den Wind aus den Segeln nimmt ... [und] dessen Sinnanspruch dementiert“.
Der von dem Kahnführer initiierte nachfolgende Tanz des Volkes um das Bierfass ist nach Zapf insofern ein „ironischer Kontrast zum Tanz des Sergeanten“, eine „Flucht in den kollektiven Rausch, ein Vergessen des neuartigen Konflikts, in den Musgrave die Bürger der Stadt gestürzt hat.“
In dieser Hinsicht ist, wie Zapf in seiner Deutung abschließend anmerkt, Serjeant Musgrave’s Dance nicht nur eine „hochgradig ambivalente Parabel“, sondern zugleich „ein Lehrstück, das zeigt, wie es nicht geht, wie unter den dargestellten Bedingungen der scheinbare Weg in die Lösung zu einem Weg in die Sackgasse wird.“

## Rezeptionsgeschichte
Serjeant Musgrave's Dance wurde am 22. Oktober 1959 am Royal Court Theatre in London unter der Regie von Lindsay Anderson mit Ian Bannen in der Titelrolle uraufgeführt, musste jedoch nach nur 28 Vorstellungen wieder abgesetzt werden. Die Reaktion der Kritiker und Rezensenten fiel überwiegend negativ aus; den zahlreichen offenen Verrissen standen nur wenige wohlwollende Rezensionen gegenüber, in denen allerdings teilweise zugleich die Irritation der Verfasser und auch des Publikums über das zweite Drama Ardens deutlich spürbar war.
Zuschauer und Kritiker taten sich anfangs schwer mit der eigentümlichen Spannung von Sozialkritik und hintergründiger Symbolik sowie von naturalistischer Prosa und Verssprache. Neben dieser für das Werk typischen Mischung von social drama und poetic drama wirkte auch Ardens dramaturgisch-bühnentechnische Nähe zum Brechtschen Theater in Verbindung mit dem gleichzeitigen Rückgriff auf die Tradition der englisch-schottischen Volksballade auf die Kritik und das Publikum zunächst äußerst befremdlich. Gleiches galt für die hieraus resultierende ganz spezifische Sprechgebung seines Dramas mit ihrer Verknüpfung von lyrischen und epischen Elementen mit Songs. Verwirrend für die frühen Rezipienten des Werkes waren zudem das Fehlen einer vorgefertigten, eindeutigen Aussage und die Offenheit des Endes in Ardens Drama.
Nach der Neuinszenierung des Werkes auf derselben Bühne im Jahre 1965 reagierte die Kritik allerdings vorwiegend positiv, wenngleich noch verbunden mit einer ambivalenten Haltung. In gewisser Weise exemplarisch für den allgemeinen Tenor in den Kritiken aus dieser Zeit bezeichnete etwa der renommierte englische Theaterwissenschaftler und Literaturkritiker Ronald Byden in seiner Rezension im New Statesman vom 17. Dezember 1965 das Stück als „a work ... both pre-eminent in its generation and imperfect in itself“ (dt. „ein Werk, das sowohl in seiner Generation hervortritt und in sich unvollkommen ist“).
Die markanten Unterschiede in Ardens Werk im Vergleich zu anderen führenden Dramatikern seiner Zeit wie z. B. Osborne, Pinter oder auch Wesker erschwerten eine einfache kategorisierende Einordnung von Serjeant Musgrave’s Dance und machten das Stück vermutlich auch aus diesem Grund relativ unzugänglich für die damaligen Rezipienten.
Trotz der anfangs negativen oder bestenfalls zurückhaltenden Reaktionen auf Seiten der Literaturkritik machte das Werk Arden als Dramatiker einem breiteren Publikum bekannt und bedeutete für ihn den entscheidenden Durchbruch in seiner literarischen Karriere. Das war nicht zuletzt auch auf die 1961 und 1965 in Großbritannien ausgestrahlten Fernsehfassungen des Dramas zurückzuführen.
In den literaturwissenschaftlichen Deutungen und Analysen wandelte sich die Einstellung zu Ardens Werk bereits in den frühen 1960er Jahren ins Positive. Schon 1962 zählte Ian Rodger Serjeant Musgrave's Dance zu den beiden wichtigsten Werken im englischen Drama der Nachkriegszeit; nach der Neuinszenierung des Stückes 1965 stufte Albert Hunt in seiner Analyse der dramatischen Werke von Arden Serjeant Musgrave's Dance als das Meisterwerk des Dramatikers ein, das als moderner Klassiker Eingang in den Kanon der englischen Literatur gefunden habe und zu den vorgeschriebenen Prüfungsthemen der Literaturstudenten zähle: „Serjeant Musgrave's Dance is now generally accepted as John Arden’s masterpiece. It has been canonized by being made a part of syllabus in schools ... it has become a prescribed text in English Literature Examinations.“
Spätestens seit den 1970er Jahren wird das Drama mittlerweile von der Kritik und Literaturwissenschaft einhellig zu den gattungs- und literaturgeschichtlich bedeutsamsten Schlüsselwerken des modernen englischen Dramas gezählt.
1963 inszenierte der namhafte Regisseur Peter Brook eine französischsprachige Fassung des Dramas am Pariser Théâtre de l’Athénée unter dem Titel La Danse du Sergent Musgrave.
Hervorzuheben sind in der Folgezeit vor allem die Neuaufführung am National Theatre in London 1981 sowie die Neuinszenierung durch die Oxford Stage Company im Jahre 2003, die in besonderer Weise die nach wie vor vorhandene Aktualität des Werkes auf dem Hintergrund der Irak- und Afghanistankriege verdeutlichte.
Im November 2012 veranstaltete das Royal Court Theatre nach Ardens Tod eine szenische Lesung des Dramas zu seinen Ehren.
Auf deutschsprachigen Bühnen wurde Der Tanz des Sergeanten Musgrave erstmals am 27. Februar 1962 am Theater Basel unter der Regie von Adolph Spalinger aufgeführt. Eine weitere Aufführung folgte am 2. Mai 1964 an der Schaubühne am Halleschen Ufer in Berlin unter der Regie von George Brandt und Hagen Mueller-Stahl.
Erwähnenswert ist unter den verschiedenen nachfolgenden Inszenierungen auf deutschen Bühnen insbesondere die ostdeutsche Aufführung am Poetischen Theater Leipzig 1984 in der damaligen Deutschen Demokratischen Republik.
Beim Theaterpublikum ist Ardens Drama nach einer Boomphase in den späten 1960er Jahren auf diversen europäischen, insbesondere aber deutschen Bühnen seitdem allerdings auf eine insgesamt geringere Resonanz gestoßen als im Falle der übrigen führenden Dramatiker Englands seiner Zeit.

## Auszeichnungen
Serjeant Musgrave’s Dance erhielt 1959 den Encyclopædia Britannica Prize und 1960 den Evening Standard Most Promising Playwright Award, obwohl das Stück zu diesem Zeitpunkt von der Kritik und Öffentlichkeit noch keineswegs voll anerkannt wurde.

## Adaptionen
Arden schrieb das Drehbuch für eine Fernsehfassung des Dramas, die 1961 von dem privaten Fernsehsender Granada TV unter der Regie von Stuart Burge produziert und ausgestrahlt wurde.
1965 folgte eine dreiteilige Schulfassung der BBC unter der Leitung von Michael Simpson. Das Drehbuch verfasste wiederum John Arden in Zusammenarbeit mit Michael Simpson.
Eine deutsche Fernsehversion mit Rolf Boysen in der Titelrolle wurde im Auftrag des WDR von der Bavaria Atelier unter der Regie von Fritz Umgelter produziert und erstmals am 28. Dezember 1969 im deutschen Fernsehen gesendet.
Eine Radiofassung unter der Regie von Toby Smith wurde auf BBC Radio 3 am 14. Dezember 2003 ausgestrahlt.

## Ausgaben

### Englische Ausgaben
- John Arden: Serjeant Musgrave's Dance: An Unhistorical Parable. Methuen, Neuauflage London 1979 (Erstausgabe hier 1960).
- John Arden: Serjeant Musgrave's Dance: An Unhistorical Parable. Hrsg. von Glenda Leeming. Bloomsbury, London 1982.

### Deutsche Ausgabe
- John Arden: Der Tanz des Sergeanten Musgrave. Armstrong sagt der Welt Lebwohl. 2 Dramen. Aus dem Englischen übertragen von Erich Fried und Karl Fruchtmann. Rowohlt, Reinbek b. Hamburg 1967.